# Frank Luke
Frank Luke Jr. (Phoenix, 19 maggio 1897 – Murvaux, 29 settembre 1918) è stato un aviatore e ufficiale statunitense, asso della prima guerra mondiale con 19 vittorie aeree confermate.
Luke è stato il primo aviatore a ricevere la Medal of Honor e il primo asso USAAS in un giorno.

## Biografia

### Primi anni di vita
Frank Luke nacque il 19 maggio 1897 a Phoenix, in Arizona, dopo che suo padre emigrò dalla Germania negli Stati Uniti nel 1874 e vi si stabilì. Frank era il quinto figlio della sua famiglia e aveva otto fratelli e sorelle. È cresciuto eccellendo nello sport, lavorando nelle miniere di rame e partecipando a incontri di boxe a mani nude.

### Prima guerra mondiale
Dopo l'entrata degli Stati Uniti nella prima guerra mondiale nell'aprile 1917, Frank si arruolò nella sezione dell'aviazione, US Signal Corps il 25 settembre 1917, e ricevette addestramento da pilota in Texas e in California.

#### 27th Aero Squadron
Dopo essere stato nominato sottotenente nel marzo del 1918, si schierò in Francia per ulteriore addestramento e in luglio fu assegnato al 27th Aero Squadron.
A causa della sua arroganza e della tendenza occasionale a volare da solo e a disobbedire agli ordini, Luke non piaceva ad alcuni dei suoi colleghi e superiori. Ma il 27º squadrone aveva l'ordine permanente di distruggere i palloni d'osservazione tedeschi. Per questo motivo, Luke, insieme al suo caro amico, il tenente Joseph Frank Wehner, si offrì continuamente di attaccare questi importanti obiettivi sebbene fossero pesantemente difesi da cannoni antiaerei a terra. I due piloti iniziarono una serie di vittorie insieme, con Luke che attaccò i palloni e Wehner che attuava una copertura protettiva. Wehner fu ucciso in azione il 18 settembre 1918 da Georg von Hantelmann, ai comandi di un Fokker D.VII, che stava, insieme ad altri velivoli, attaccando Luke. Luke poi abbatté due di questi D.VII che componevano la formazione tedesca, due palloni e un Halberstadt. L'ultimo abbattimento permise a Luke di realizzare la sua tredicesima uccisione ufficiale: un aereo d'osservazione Halberstadt di tipo C del Flieger Abteilung 36.
Tra il 12 e il 29 settembre, a Luke fu attribuito il merito di aver abbattuto 14 palloni aerostatici tedeschi e quattro aeroplani: Luke ottenne queste 18 vittorie durante sole 10 sortite in otto giorni, un'impresa insuperata da qualsiasi pilota nella prima guerra mondiale.

### Onorificenze statunitensi

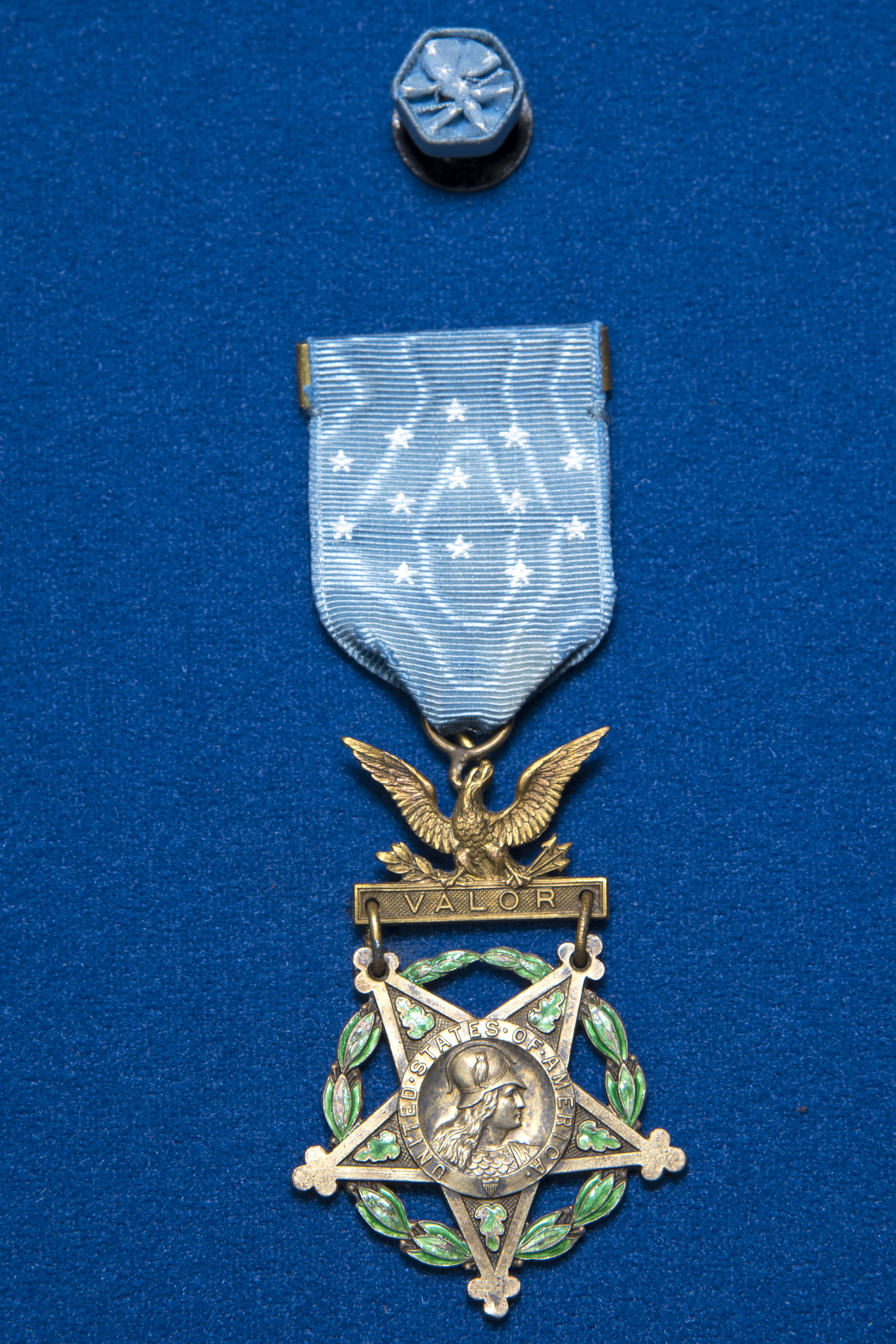
Medal of Honor di Frank Luke Jr. in mostra nella Early Years Gallery del Museo Nazionale dell'Aeronautica degli Stati Uniti.